# Lista chorążych reprezentacji Słowenii na igrzyskach olimpijskich
Lista chorążych reprezentacji Słowenii na igrzyskach olimpijskich – lista zawodników i zawodniczek reprezentacji Słowenii, którzy podczas ceremonii otwarcia nowożytnych igrzysk olimpijskich nieśli flagę Słowenii.

## Chronologiczna lista chorążych
| Lp. | Rok i miejsce        | Chorąży                  | Dyscyplina            |
| --- | -------------------- | ------------------------ | --------------------- |
| 1   | 1992, Albertville    | Franci Petek             | Skoki narciarskie     |
| 2   | 1992, Barcelona      | Rajmond Debevec          | Strzelectwo           |
| 3   | 1994, Lillehammer    | Jure Košir               | Narciarstwo alpejskie |
| 4   | 1996, Atlanta        | Brigita Bukovec          | Lekkoatletyka         |
| 5   | 1998, Nagano         | Primož Peterka           | Skoki narciarskie     |
| 6   | 2000, Sydney         | Iztok Čop                | Wioślarstwo           |
| 7   | 2002, Salt Lake City | Dejan Košir              | Snowboarding          |
| 8   | 2004, Ateny          | Beno Lapajne             | Piłka ręczna          |
| 9   | 2006, Turyn          | Tadeja Brankovič-Likozar | Biathlon              |
| 10  | 2008, Pekin          | Urška Žolnir             | Judo                  |
| 11  | 2010, Vancouver      | Tina Maze                | Narciarstwo alpejskie |
| 12  | 2012, Londyn         | Peter Kauzer             | Kajakarstwo górskie   |
| 13  | 2014, Soczi          | Tomaž Razingar           | Hokej na lodzie       |
| 14  | 2016, Rio de Janeiro | Vasilij Žbogar           | Żeglarstwo            |
| 15  | 2018, Pjongczang     | Vesna Fabjan             | Biegi narciarskie     |
| 16  | 2020, Tokio          | Eva Terčelj              | Kajakarstwo górskie   |
| 16  | 2020, Tokio          | Bojan Tokić              | Tenis stołowy         |
| 17  | 2022, Pekin          | Ilka Štuhec              | Narciarstwo alpejskie |
| 17  | 2022, Pekin          | Rok Marguč               | Snowboard             |
| 18  | 2024, Paryż          | Benjamin Savšek          | Kajakarstwo górskie   |
| 18  | 2024, Paryż          | Ana Gros                 | Piłka ręczna          |